# 松平斐章
松平 斐章（まつだいら あやあき）は、江戸時代前期の常陸国土浦藩の世嗣。官位は従五位下・能登守。

## 略歴
5000石を領した大身旗本・大河内松平信定の三男として誕生。
叔父・松平信興の養子となり、延宝6年（1678年）に徳川家綱に拝謁する。天和3年（1683年）に叙任し、貞享4年（1687年）には雁間詰となった。しかし、元禄2年（1689年）に廃嫡された。代わって、従兄弟・輝貞が嫡子となった。